# Angela Aames
Angela Aames (27 de febrero de 1956-27 de noviembre de 1988) fue una actriz estadounidense.

## Primeros años
Aames nació en Pierre, Dakota del Sur. Actuó en la escuela secundaria y asistió a la Universidad de Dakota del Sur antes de ir a Hollywood en 1978. Estudió en el Lee Strasberg Theatre and Film Institute.

## Carrera
Debutó en el cine en el papel de Little Bo Peep en la película para adultos Fairy Tales, de 1979.
Ese mismo año, interpretó a Linda "Boom-Boom" Bangs en la película H.O.T.S..
Aames dejó su huella en Hollywood durante las décadas de 1970 y 1980 apareciendo en películas cómicas. La mayoría de estas apariciones eran pequeños papeles.
Sus papeles en películas incluyen Scarface, Bachelor Party, Basic Training y Chopping Mall. Además, hizo apariciones en varios programas de televisión como Cheers y Night Court.
En 1983, apareció en Likely Stories, de Cinemax.
En 1983 apareció en The Lost Empire, dirigida por Jim Wynorski. Como Heather, Aames fue capaz de mostrar su gama de habilidades como actriz y comediante, incluso como una heroína de acción en una pelea de prisión memorable con Angelique Pettyjohn.
En los créditos de apertura de Bachelor Party, Aames aparece en un estudio de fotografía como una madre con un escote profundo teniendo fotografías sacadas con su hijo, junto con los solteros.
Apareció en un papel como Penny, una instructora de gimnasio, en The Dom DeLuise Show.

## Vida personal
Aames se casó el 27 de junio de 1987 con Mark Haughland.
Fue encontrada muerta en la casa de un amigo en West Hills en el Valle de San Fernando el 27 de noviembre de 1988, a los 32 años. El forense dictaminó que su muerte era resultado de un deterioro del músculo cardíaco, probablemente causado por un virus.

## Filmografía

### Cine
| Año  | Título             | Personaje                              | Notas                        |
| ---- | ------------------ | -------------------------------------- | ---------------------------- |
| 1978 | Fairy Tales        | Little Bo Peep                         |                              |
| 1979 | H.O.T.S.           | Boom-Boom Bangs                        |                              |
| 1981 | ...All the Marbles | Louise, muchacha en el cuarto de Harry |                              |
| 1982 | Boxoffice          | Starlet Suzi                           |                              |
| 1983 | Scarface           | Mujer en el Club Babylon #1            |                              |
| 1984 | The Lost Empire    | Heather McClure                        |                              |
| 1984 | Bachelor Party     | Sra. Klupner                           |                              |
| 1985 | Basic Training     | Cheryl                                 |                              |
| 1986 | Chopping Mall      | Señorita Vanders                       |                              |
| 1988 | Flex               |                                        | Último personaje de película |

### Televisión
| Año       | Título                              | Personaje                | Notas                                                           |
| --------- | ----------------------------------- | ------------------------ | --------------------------------------------------------------- |
| 1979      | Angie                               | Babs                     | Episodio: "The Gambler"                                         |
| 1979 - 81 | B. J. and the Bear                  | Honey / Charisse         | 5 episodios                                                     |
| 1980      | Mork & Mindy                        | Muchacha #1              | Episodio: "Mork's Vacation"                                     |
| 1980      | The Comeback Kid                    | Sherry                   | Película de televisión                                          |
| 1980      | This Year's Blonde                  | Rubia en la piscina      | Película de televisión                                          |
| 1981      | The Perfect Woman                   |                          | Película de televisión                                          |
| 1981      | Hill Street Blues                   | Viuda afligida           | Episodio: "I Never Promised You a Rose, Marvin"                 |
| 1981      | Charlie and the Great Balloon Chase | Chica de gángster        | Película de televisión. No acreditada                           |
| 1982      | Cheers                              | Brandee                  | Episodio: "Sam's Women"                                         |
| 1983      | Likely Stories, Vol. 4              | Mimi Vanderveen          | Película de televisión                                          |
| 1983      | The Love Boat                       | Laurie Jeffers           | Episodio: "Fountain of Youth/Bad Luck Cabin/Uncle Daddy"        |
| 1983      | Automan                             | Camarera                 | Episodio: "Staying Alive While Running a High Flashdance Fever" |
| 1984      | Alice                               | Tawney                   | Episodio: "Romancing Mr. Stone"                                 |
| 1984 - 86 | The Fall Guy                        | Louisa Duncan            | 2 episodios                                                     |
| 1985      | The Cracker Brothers                |                          | Película de televisión                                          |
| 1985      | Brothers                            | Rita                     | Episodio: "A Carnation by Any Other Name"                       |
| 1985      | Hardcastle and McCormick            | La chica                 | Episodio: "Conventional Warfare"                                |
| 1985 - 87 | Night Court                         | Angela / Ursula / Debbie | 4 episodios                                                     |
| 1987      | The Dom DeLuise Show                | Penny                    | Episodio: #1.1                                                  |